# José Hidalgo Neto
José Hidalgo Neto (São Paulo, 3 de novembro de 1943), mais conhecido como Capitão Hidalgo, é um ex-futebolista brasileiro que atuava como volante.
Destacou-se atuando no Coritiba Foot Ball Club, onde foi, por diversas vezes, campeão e desde a sua aposentadoria dos gramados atua como comentarista esportivo.

## Títulos
Coritiba
- Torneio do Povo-1973
- Campeonato Paranaense-1971
- Campeonato Paranaense-1972
- Campeonato Paranaense-1973
- Campeonato Paranaense-1974
- Campeonato Paranaense-1975

XV de Piracicaba
- Campeonato Paulista de Futebol de 1967 - Série A2